# Au feu, les pompiers !
Pour la comptine, voir Au feu, les pompiers ! (chanson).
Pour plus de détails, voir Fiche technique et Distribution.
Au feu les pompiers ! (Hoří, má panenko) est un film italo-tchèque réalisé par Miloš Forman, sorti en 1967.

## Synopsis
Dans une petite ville de Tchécoslovaquie le bal annuel du corps des pompiers volontaires se prépare. Ce sera l'occasion de remettre la Hache d'or à l'ancien chef des pompiers, âgé de 86 ans. Le comité a prévu un bal, mais également une tombola et l'élection de miss Pompiers. Les prix de la tombola sont volés peu à peu, en commençant par ceux consistant en nourriture. Les candidates à l'élection de miss Pompiers refusent de concourir, puis une maison est détruite par le feu, les pompiers étant arrivés trop tard sur les lieux. En outre, même la Hache d'or est volée.

## Fiche technique
- Titre : Au feu les pompiers !
- Titre original : Hoří, má panenko
- Titre anglais : The Firemen's Ball
- Réalisation : Miloš Forman
- Scénario : Miloš Forman, Ivan Passer, Václav Sasek et Jaroslav Papoušek
- Production : Rudolf Hájek et Carlo Ponti
- Musique : Karel Mares
- Photographie : Miroslav Ondříček
- Montage : Miroslav Hájek
- Format : Eastmancolor - 1,37:1 - Mono - 35 mm
- Genre : Comédie dramatique
- Durée : 71 minutes
- Date de sortie : 
  - 15 décembre 1967 (Tchécoslovaquie)
  - 15 juin 1968 (France)

## Distribution
La plupart des acteurs du film ne sont pas des comédiens professionnels.
- Jan Vostrčil : le chef du comité
- Josef Sebanek : membre du comité
- Josef Valnoha : membre du comité
- Frantisek Debelka : membre du comité
- Josef Kolb : Josef
- Jan Stöckl : Le pompier à la retraite
- Vratislav Cermák : membre du comité
- Josef Rehorek : membre du comité
- Václav Novotný : membre du comité
- Frantisek Reinstein : membre du comité
- Frantisek Paska : membre du comité
- Stanislav Holubec : Karel
- Josef Kutálek : Ludva
- Frantisek Svet : Le vieil homme
- Ladislav Adam : membre du comité
- Jirí Líbal
- Antonín Blazejovský : Standa
- Stanislav Ditrich : un serveur
- Milada Jezková : la femme de Josef
- Jarmila Kucharová
- Alena Kvetová : une fille sélectionnée pour l'élection de Miss pompiers
- Anna Liepoldová : une fille sélectionnée pour l'élection de Miss pompiers
- Miluse Zelená : une fille sélectionnée pour l'élection de Miss pompiers
- Marie Slivova : une fille sélectionnée pour l'élection de Miss pompiers
- Hana Hanusová : Jarka

## Le film dans l'actualité de l'époque
Cette puissante satire de la bureaucratie, pleine de références à un scandale politique qui se jouait à l'époque dans le pays, fait éclore une tempête de protestations. Le président Antonín Novotný se sent personnellement visé et 40 000 pompiers menacent de déclencher une grève générale. Forman sillonne alors la Tchécoslovaquie afin d'expliquer aux différents corps de pompiers que le film a été conçu avant tout comme une allégorie politique.
Alors que Miloš Forman est en Europe occidentale pour la promotion du film en août 1968, et peu avant la première à l'Ouest, les chars soviétiques entrent à Prague, mettant fin au Printemps de Prague et obligeant le réalisateur à émigrer.

## Distinction
- Festival de Cannes 1968 : sélection officielle

Le festival de Cannes est interrompu en 1968 avant son terme à cause des événements de mai 68 et aucun prix n'est décerné. 

## Autour du film
- Au Feu les pompiers ! est le dernier film tchécoslovaque de Miloš Forman et son premier en couleurs.
- Il a été tourné pour partie aux Studios Barrandov de Prague.
- Le film et son auteur subiront les pressions non seulement de l'État mais aussi du producteur Carlo Ponti. Lors de son visionnement, le politburo du Parti communiste tchécoslovaque ainsi que le producteur s'accorderont à trouver le film pessimiste et dévalorisant pour la classe ouvrière. Il sera interdit d'exploitation à vie sur le territoire tchécoslovaque. Le producteur arguera en plus d'un non-respect de la durée contractuelle du film pour enjoindre au réalisateur de rembourser les sommes dépensées. Ce seront finalement François Truffaut et Claude Berri qui viendront au secours de Miloš Forman en rachetant les droits.